# Чёрный список: Искупление
«Чёрный спи́сок: Искупле́ние» (англ. The Blacklist: Redemption) — американский телесериал в жанре криминального триллера, созданный Джоном Бокенкампом, Джоном Эйзендратом, Лукасом Рейтером и Дж. Р. Орси; является спин-оффом телесериала «Чёрный список». Главные роли в сериале сыграли Фамке Янссен и Райан Эгголд. Премьера сериала состоялась 23 февраля 2017 года на канале NBC.
12 мая 2017 года сериал был закрыт после одного сезона.

## В ролях

### Основной состав
- Фамке Янссен — Сьюзан «Скотти» Харгрейв[3][4]
- Райан Эгголд — Том Кин, сын Скотти и опытный оперативник[3]
- Эди Гатеги — Матиас Соломон, наёмник[5]
- Тони Сайпресс — Нез Роуэн, наёмник[6]
- Эдриан Мартинес — Дамонт, компьютерный хакер[4]

### Второстепенный состав
- Терри О’Куинн — Говард Харгрейв, основатель «Halcyon Aegis» и отец Тома[7]
- Теодора Миранни — Кэт Карлсон, личный помощник Скотти[8]
- Дэн Амбойер — Дэниел / «Тревор»[9]

Кроме того актёры сериала «Чёрный список» Меган Бун и Гарри Ленникс появились в гостевых ролях.

## Список эпизодов
| № | Название                                       | Режиссёр             | Автор сценария | Дата премьеры   | Зрители в США (млн) |
| --- | ---------------------------------------------- | -------------------- | --- | --------------- | ------------------- |
| 1 | «Leland Bray» «Лиланд Брэй»                    | Джон Терлески        | Сюжет : Джон Бокенкамп, Джон Эйзендрат, Лукас Рейтер и Дж. Р. Орси Телесценарий : Джон Бокенкамп, Джон Эйзендрат и Дэвид Аманн | 23 февраля 2017 | 4,26                |
| Том Кин отправляется в Нью-Йорк, чтобы вступить в наследство покойного отца, но выясняет, что тот подстроил свою смерть. Том присоединяется к команде своей матери, Скотти, чтобы помочь найти и освободить похищенного агента ЦРУ. |                                                |                      | |                 |                     |
| 2 | «Kevin Jensen» «Кевин Дженсен»                 | Дональд И. Торин мл. | Лукас Рейтер | 2 марта 2017    | 4,76                |
| Скотти впутывает команду в опасную миссию, когда ее близкого друга Кевина Дженсена арестовывают за шпионаж в другой стране. |                                                |                      | |                 |                     |
| 3 | «Индепенденс, США» «Independence, U.S.A.»      | Билл Роу             | Шон Хеннен | 9 марта 2017    | 3,69                |
| Из-за крушение самолета в Уральских горах Тома и Низа посылают проникнуть в таинственный, сверхсекретный военный объект, который оказывается копией американского города, где обучают российских агентов. Скотти узнает, что Говард искал своего сына незадолго до его предполагаемой смерти, а Говард сообщает Тому, что Скотти — самозванка. Скотти обращается к Соломону, чтобы найти ответы о своем муже. |                                                |                      | |                 |                     |
| 4 | «Операция Дэйвенпорт» «Operation Davenport»    | Джон Терлески        | Ричард Д’Овидио и Спенсер Хаднат                                                                                               | 16 марта 2017   | 4,12                |
| Когда безжалостные террористы сбегают из секретной тюрьмы ЦРУ в Манхэттене, Том и команда пытаются их найти и защитить город, блокируя его, прежде чем случится катастрофа. Между тем, Скотти обнаруживает улики о своем сыне, которые могут раскрыть личность Тома. |                                                |                      | |                 |                     |
| 5 | «Бореалис» «Borealis 301»                      | Элоди Кин            | Глен Уитман и Мэтт Босак | 23 марта 2017   | 3,96                |
| Том и Соломон работают под прикрытием в качестве бортпроводников на международных рейсах, чтобы поймать команду воров, которые крадут ценные грузы из самолетов. Говард призывает Тома найти доказательство заговора, организованного Скотти. Скотти наконец-то узнает всю правду о предполагаемой смерти Говарда.                                                                                            |                                                |                      | |                 |                     |
| 6 | «Заложники» «Hostages»                         | Эндрю Маккарти       | Дэн Е. Фесман и Шон Хеннен | 30 марта 2017   | 3,99                |
| Богатый бизнесмен и вся его семья похищены профессиональными похитителями, а команда Гальцион пытается сделать всё, чтобы освободить их. Тем временем Том, рискуя своей безопасностью, пытается спасти отца от Скотти, которая узнала о нем всю правду. |                                                |                      | |                 |                     |
| 7 | «Уайтхолл» «Whitehall»                         | Оз Скотт             | Спенсер Хаднат, Ричард Д’Овидио и Кэти Миллер Келли                                                                            | 6 апреля 2017   | 3,72                |
| После того, как Скотти раскрывает личность Тома, она пытается переманить его на свою сторону. Том бежит из Гальциона и объединяется с отцом, чтобы раскрыть секрет таинственной организации «Whitehall». |                                                |                      | |                 |                     |
| 8 | «Уайтхолл: Заключение» «Whitehall: Conclusion» | Джон Терлески        | Сюжет : Дж. Р. Орси Телесценарий : Дэн Е. Фесман, Глен Уитман и Мэтт Босак                                                     | 13 апреля 2017  | 3,92                |
| Скотти и Говард борются за контроль над Гальционом и опасными технологиями, связанными с Уайтхоллом. Тем временем Кэт узнает о серьёзных проблемах в Гальционе. |                                                |                      | |                 |                     |